# Генріх Генкель
Генріх Генкель (нім. Heinrich Henkel; 11 травня 1896, Гамбург — ?) — німецький льотчик-ас, лейтенант Імперської армії (4 грудня 1916).

## Біографія
Вступив до армії на початку Першої світової війни. З 1 вересня 1914 року служив в 7-й батареї резервного пішого артилерійського полку №3. Майбутній ас брав участь у битвах під Нансі, Антверпеном та Іпром. 1 червня 1915 року Генкель був направлений у піхоту, внаслідок боїв 25 вересня 1916 року був поранений.
В лютому 1917 року направлений у 1-й запасний льотний дивізіон для проходження льотної підготовки. Пізніше пройшов винищувальну підготовку в училищі винищувальної авіації у Валансьенні, після чого у травні 1917 року потрапив у 37-му винищувальну ескадрилью.
До кінця війни Генріх Генкель здобув 8 перемог, з них 3 аеростати. Третій аеростат, офіційно збитий 29 вересня 1918 року поблизу Гренкура, насправді був лише пошкоджений.

## Нагороди
- Залізний хрест 2-го і 1-го класу